# Ingolf Pedersen
Ingolf Pedersen (Skien, 7 dicembre 1890 – Skien, 2 gennaio 1964) è stato un calciatore norvegese, di ruolo portiere.

## Carriera

### Club
Pedersen vestì la maglia dell'Odd.

### Nazionale
Conta 19 presenze per la Norvegia. Esordì il 16 giugno 1912, nella sconfitta per 2-1 contro la Svezia. Partecipò ai Giochi della V Olimpiade con la sua Nazionale.